# Hogarth Club
De Hogarth Club was een in de Londense wijk Fitzrovia gevestigde club die diende als plek van samenkomst maar vooral voor tentoonstellingen van beeldend kunstenaars uit de kring van de in 1853 ontbonden groep van de Prerafaëlieten. De club bestond van april 1858 tot december 1861.
De Prerafaëlieten hadden te maken met de nodige tegenstand. De stijl, de gekozen thema's, de detailleringen in hun werk en hun gerichtheid op kunst uit de middeleeuwen en vroege renaissance konden niet op ieders waardering rekenen en de Royal Academy of Arts droeg daar een steentje aan bij. De kunstenaars deden enkele pogingen om een eigen onafhankelijke tentoonstelling te organiseren, wat in 1856 en 1857 ook lukte. In dat laatste jaar werden werken van schilders uit die kringen door de Academy geweigerd of kregen een ongunstige plek toegewezen. Dat noopte de kunstenaars des te meer een eigen van de Academy onafhankelijke tentoonstellingsruimte in te richten. Met name Ford Madox Brown en Dante Gabriel Rossetti maakten zich hier sterk voor.
Dantes broer William Michael Rossetti memoreerde in zijn geschrift 'Some Reminiscences' (1906) dat het Brown was die de naam Hogarth Club voorstelde om daarmee de veelzijdige en vernieuwende kunstenaar William Hogarth te eren. William Holman Hunt bevestigde dat de naam werd gekozen om Hogarths naam te eren als 'stoutmoedig stichter van de moderne Engelse kunst'. Niet alle kernleden van de Pre-Raphaelite Brotherhood sloten zich overigens aan bij dit initiatief. John Everett Millais, een van de voormalige voormannen van de beweging, weigerde deel te nemen. Hij had zich overigens als eerder van de stijl gedistantieerd.
De club had een brede opzet en kende twee klassen van leden: kunstenaars en niet-kunstenaars, zodat de toegang ook open stond voor anderen, zoals schrijvers, architecten, kunstverzamelaars en anderen die zich de kunst konden veroorloven.
De Hogarth Club was ondanks de ambitieuze intenties geen lang leven beschoren, mede door de invloed en druk van de Academy.